# 12624 Маріякунітія
12624 Маріякунітія (12624 Mariacunitia) — астероїд головного поясу, відкритий 17 жовтня 1960 року.
Тіссеранів параметр щодо Юпітера — 3,571.